# (2559) Svoboda
(2559) Svoboda es un asteroide que forma parte del cinturón de asteroides y fue descubierto por Antonín Mrkos el 23 de octubre de 1981 desde el Observatorio Klet, cerca de České Budějovice, República Checa.

## Designación y nombre
Svoboda fue designado al principio como 1981 UH.
Posteriormente se nombró en honor del astrónomo checo Jindřich Svoboda (1884-1941).

## Características orbitales
Svoboda está situado a una distancia media del Sol de 2,788 ua, pudiendo alejarse hasta 3,214 ua y acercarse hasta 2,361 ua. Su inclinación orbital es 8,887° y la excentricidad 0,153. Emplea 1700 días en completar una órbita alrededor del Sol.